# Cassandra Jean
Cassandra Jean Whitehead (Houston, Texas, 5 de octubre de 1985), también conocida como Cassandra Jean y Cassandra Jean Amell, es una actriz, modelo y reina de belleza estadounidense. Jean asistió a la Universidad de Texas A&M-Corpus Christi.

## Concursos de belleza
Jean compitió en el concurso Miss Texas Teen USA de 2002 a 2004. Ella fue semifinalista en 2003 y 2004 y tuvo el título local Miss Houston Teen USA en 2003. En estos concursos, compitió junto a la futura Miss Texas USA, Lauren Lanning (2006) y Magen Ellis (2007). Jean (como Cassandra Whitehead) ganó Miss Corpus Christi de 2004, título que ostentó Eva Longoria en 1998. Ella llegó al top 10 en Miss Texas USA de 2005. Whitehead compitió en el concurso Miss California USA de 2008 pero fue descalificada debido a su aparición en America's Next Top Model. Al año siguiente, fue jueza del concurso Miss Newport Beach. Whitehead era un estudiante de 19 años del Universidad de Texas A&M-Corpus Christi, mientras participaba en America's Next Top Model.

## America's Next Top Model
Jean fue la primera chica elegida entre las mejores 13 para competir en el ciclo 5 del programa de telerrealidad de UPN, America's Next Top Model, sin embargo, abandonó la competencia durante el cuarto episodio. Ella se puso muy emotiva durante los cambios de imagen en el episodio tres, en el que su largo cabello castaño oscuro se cortó extremadamente corto y teñido de rubio. Durante la siguiente ronda de jueces, la presentadora Tyra Banks aún no estaba contenta con el corte de pelo de Jean, queriendo acortarlo aún más y programar un momento para que se lo rehaga, pero Jean se negó. Al afirmar que los productores le dieron una noche para considerar sus opciones, se fue a la mañana siguiente. Durante su tiempo en Top Model, Jean realizó dos sesiones de fotos y recibió un tercer llamado y un primer llamado. También fue la segunda concursante (la primera fue Magdalena Rivas del ciclo 3) en no aparecer nunca en las dos últimas durante su participación en el panel. Jean hizo una aparición en The Cycle 5 Reunion, America's Next Top Model: Where the Girls Are y America's Next Top Model: Exposed. En 2009, fue elegida como una de las concursantes más memorables por AOL Canada entertainment.

## Carrera de actuación
Jean aparece en la película 2 Dudes and a Dream (2009). Ha tenido papeles invitados en varios programas de televisión, incluyendo One Tree Hill, The Middleman, CSI: Miami, CSI: Crime Scene Investigation, Las Vegas, Hannah Montana, Twenty-Four Seven (MTV), America's Next Producer (TV Guide Network) y un papel de habla en Mad Men.
Jean presentó Lucky Strike's Bowl for a Cause, MySpace y el evento del Super Bowl XL de Tommy Lee, Miss Corpus Christi 2006, America's Next Top Model Diva Dish junto con el «Red Carpet Makeovers» para Tyra Banks Show. Ella también apareció en el programa de concursos, 1 vs. 100, el 15 de febrero de 2008, ganando $500,000 dólares.
En 2018, Jean interpretará al personaje de Nora Fries en Arrowverso, el crossover entre las series de The CW: The Flash, Supergirl y Arrow.

## Vida personal
Se casó con el actor Stephen Amell el 25 de diciembre de 2012, mientras estaban de vacaciones en el Caribe. Tienen una hija, Mavi, nacida en octubre de 2013 y un hijo, Bowen, nacido en mayo de 2022.

## Filmografía

### Cine
| Año  | Título              | Rol        | Notas           |
| ---- | ------------------- | ---------- | --------------- |
| 2009 | 2 Dudes and a Dream | Chica sexy | Directo a vídeo |
| 2010 | Kill Katie Malone   | Ellen      |                 |
| 2012 | Yellow              | Becky      |                 |
| 2013 | Love and Skin       | Stephanie  | Cortometraje    |
| 2017 | Rice on White       | Izabella   |                 |

### Televisión
| Año  | Título                         | Rol                   | Notas                                                 |
| ---- | ------------------------------ | --------------------- | ----------------------------------------------------- |
| 2005 | America's Next Top Model       | Ella misma            | Concursante (4 episodios)                             |
| 2007 | CSI: Miami                     | Víctima de asesinato  | No acreditada (Episodio: «Born to Kill»)              |
| 2007 | Hannah Montana                 | Chica linda           | No acreditada (Episodio: «Sleepwalk This Way»)        |
| 2007 | Las Vegas                      | Concursante en bikini | No acreditada (Episodio: «Head Games»)                |
| 2007 | CSI: Crime Scene Investigation | Pola Chesterwood      | Episodio: «The Chick Chop Flick Shop»                 |
| 2008 | The Middleman                  | Dana Barrett          | Episodio: «The Ectoplasmic Panhellenic Investigation» |
| 2009 | One Tree Hill                  | Missy                 | 2 episodios                                           |
| 2010 | Passenger                      | Cherub Zoon / Sarah   | 1 episodio                                            |
| 2010 | Mad Men                        | Carolyn Jones         | Episodio: «Tomorrowland»                              |
| 2010 | NCIS: Los Angeles              | Recepcionista         | Episodio: «Anonymous»                                 |
| 2011 | CSI: NY                        | Olivia Prescott       | Episodio: «Do or Die»                                 |
| 2013 | Hart of Dixie                  | Claudette             | Episodio: «The Gambler»                               |
| 2018 | Arrow                          | Nora Fries            | Episodio: «Elseworlds, Part 2»                        |
| 2018 | Supergirl                      | Nora Fries            | Episodio: «Elseworlds, Part 3»                        |
| 2020 | Roswell, New Mexico            | Louise                | Elenco recurrente (temporada 2)                       |